# Владимир Мерта
Владимир Мерта (на чешки: Vladimír Merta) е чешки поет, писател, музикант, автор на книги за деца, филмов режисьор. Свири на китара, хармоника, флейта, акордеон, лютна, цигулка и др. музикални инструменти. Интересна е историята с неговата първа китара, подарена от баща му, когато е бил на 14 г. В едно от интервютата си той споменава, че тя е закупена от магазин за чужденци в Русия и следващите двадесет години това е бил основният му музикален инструмент. Тази китара е открадната при едно от турнетата му в Америка.

## Биография
Владимир Мерта произхожда от семейството на музиканти. Роден е на 20 януари 1946 г. в гр. Прага (Чехия). След завършване на средното си образование през 1964 г. започва да следва специалност архитектура в „Чешкият технически университет в гр. Прага“ (ČVUT – Praha), който завършва през 1971 г. като инженер-архитект. След това завършва и режисура във Филмовия и телевизионен факултет на Академията за сценични изкуства в Прага. Това си образование завършва с филма „Смъртта на красивия елен“ (1976). След това работи на свободна практика, като фолк певец, композитор на филмова и сценична музика и режисьор. Занимава се и с фотография. От 1971 г. е член на фолклорно-литературната асоциация „Шафран“, членове на която са други известни чешки фолк певци като Ярослав Хутка, Иржи Палас, Петър Лутка, Властимил Тржешняк, Владимир Вейт и Дагмар Вонкова. За разлика от другите членове на асоциация „Шафран“, той не подписва Харта 77, което донякъде му спестява конфронтацията с тогавашната комунистическата власт.
От 1974 г. е член и на свободната музикална асоциация „Чундърграунд“ (Čundrground). Тогава неговите политически възгледи затрудняват достъпа му до звукозаписните студия и средствата за масова информация. Конфликтът с политическата власт достига своята кулминация след участието му на фестивала за фолк музика в гр. Порто през 1986 г. Там той е удостоен с две награди – една за песен и една за цялостното му творчество. Тогава получава и двугодишна забрана да участва в каквито и да са публични изяви, но негови приятели организират участието му в полулегални концерти в Словакия. По същото време той е ангажиран като артист и автор на сценична музика в театъра „Победоносният февруари“ в гр. Храдец Кралове. Композира и музика за анимационни и късометражни филми. През 1991 г. основава собствено издателство ARTeM. Занимава се и с педагогическа дейност.
През 1970 г. списание „Дивото вино“ (Divoké víno) публикува за първи път негови стихове. Сътрудник е и на списанията: „Младият свят“ (Mladé svět), „Мелодия“ (Melodie), „Творба“ (Tvorba), „Сцена“ (Scéna), „Рок и Поп“ (Rock & Pop) и др.
Основният творчески почерк на Владимир Мерта остава фолк музиката. Той става известен със своите солови изпълнения на китара и хармоника. Владимир Мерта винаги е възприемал музиката си като резултат от задълбочен интелектуален труд, което го отделя до другите фолк изпълнители в Чехословакия, които придават по-голямо значение на текстовата част на песните. Това е и причината да поддържа известна дистанция спрямо останалите чешки фолк изпълнители. Значим е и неговият принос чрез предоставяне на авторски текстове за музикални композиции на други известни чешки рок изпълнители като Владимир Мишик (Vladimír Mišík), Михал Прокоп (Michal Prokop), групата „Чешко сърце“ (České srdce) и други.
Владимир Мерта публикува няколко сборника с текстове на песни, сред които: Zpívání obrazů („Изпяти образи“, 1980), Texty („Текстове“, 1982, допълнено издание през 1987) и Zpívá Vladimír Merta („Пее Владимир Мерта“, 1989). През 1984 г. издава самостоятелно и теоретична разработка—Zpívaná poezie („Изпятата поезия“). Той сътрудничи и при издаването на редица подобни самиздати, като: 78/1985 (1985, колекция от картини на художници, известна още като Šedá cihla) и Lidový dům Praha Vysočany 1. 7.–10. 7. 1987 (каталог към изложбата от 1987 г.). Неговите текстове са включени и в антологиите: „Краят на обелиска“ (1978), „Приятели“ (1989) и „Коледен сън за народна въртележка“.
Освен собствени текстове на песни, Владимир Мерта музицира и поезия, написана от други автори, като: Йозеф Чапек, Виктор Дик, Йозеф Хора, Иржи Ортен, Ярослав Зайферт, Карел Сис, Велемир Хлебников, Артюр Рембо. Някои от тези изпълнения са включени в аудио касетата му Strings in the Wind (1988).
Владимир Мелта е автор на сценария за филма „Опера в лозето“ (1981, реж. Яромил Иреш). Той самият режисира и пише сценарият за анимационния сериал „Едно ухо тук, едно ухо там“ (Vilík ucho sem, ucho tam, 1966–1967, заедно с Павел Ауездски), като създава и анимационните филми на Франтишек Небойс (1982), „Всичко, нищо и безкрайността“ (1993), „Каменен орган“ (1984) и театралната постановка „Басни“ (поставена в Омолоуц през 1990, реж. Даниела Фишерова).
Владимир Мерта е автор и на няколко сценария за телевизионни пиеси, сред които е и „Четиринадесети етаж, четиринадесета година“ (1983, реж. Милош Бобек). За Чешката телевизия той режисира музикално-документалните предавания: „Солидира се солидарна“ (1990), „Яко Шафрану 1, 2“ (1991) и „12 Angry Men of the Motherland“. Освен това, реализира и множество свои сценарии за телевизията, включително „The Cherry Tree“ (1991), „Indian Chief“ (1992), „American Notebook“ (1993), „Theatre of the World Between Fences“ (1995), „I Take Off My Skin“ (1995), „Mispacha is a Family“ (1996), „I Want to Be Black“ (1996), „Echoes of a Woman’s Soul“ (1997), „Merry Old Man Sváti Karáska“ (1997) и „Secret Body Language“ (1997).
През няколко последователни години Чешката телевизия излъчва неговото авторско предаване „Басни“ (1991–1993). Владимир Мерта също така модерира части от литературните програми в поредицата „Великденското кафене“ (1996–1997). Той е автор и на музиката към филмите „Fimfárum“ на Ян Верих (2002, реж. Власта Поспишилова и Аурел Климт), „Fimfárum 2“ (2006, реж. Ян Балей, Власта Поспишилова, Аурел Климт и Бретислав Пояр), както и за няколко късометражни филма и вечерната драма „Приятел от тротоара“ (чешка и словашка телевизия, 1993–1994).
През 1996 г., по повод неговия 50-и юбилей, „Йонаш-клуб“ издава компилация от музикални записи под наименованието „За радост на Владимир Мерта“.
Започвайки своята публицистична дейност, Владимир Мерта написва роман предназначен за младите —„Предимството на подчинението“, където развива сюжет разиграващ се в спортната среда на тениса. Там той разглежда сложните взаимоотношения при търсенето на личната идентичност в свят, засегнат от криза на междуличностните отношения, като представя драматичните съдби на тийнейджърите. През 2024 г публикува сборникът Bůh písně není mrtev (Богът на песента не е мъртъв) където са събрани негови публицистични публикации от 1967 до 2024).
Най-известни обаче са текстовете на неговите песни. Те са събрани в сборника „Роден в Бохемия“. Владимир Мерта е изключителноа продуктивен изпълнител. Основна тема в неговата музицирана поезия е търсенето на общовалидни етични критерии в противовес на общата тенденция за деградация на морала, на човешките ценности и идентичност, типични за едно „нормално“ общество. Приема, че истината е от първостепенно значение за човешкия живот. В своето творчество често засяга проблема за емиграцията. Изразява собствена позиция по въпроса за т. нар. „изгубено поколение“. Разглежда и проблемите между генерациите. Основните персонажи, засегнати в поезията му, преминават през тесният проход на реалността, който, според него, не може да се премине, без да загубиш частица от човешката си самобитност. Според него хората се движат в свят, изпълнен с фатализъм и самота, без възможност да се противопостави на това състояние, като отчаяният глас на индивида се размива в човешката плът. Опитът на лирическия субект, описван от Владимир Мерта, да преодолее общата пасивност и безчувственост, води в крайна сметка до самоунищожение или до затваряне в интровертния свят на въображението и мечтите. Типичният за Владимир Мерта скептицизъм и чувство за обреченост лъха дори и от текстове му с любовна тематика. Въпреки това свое виждане за живота Владимир Мерта пише и няколко хумористични и сатирични песни.
Поетичното творчество на Владимир Мерта е близко до поезията на Ричард Уайнър. Творчеството му обаче е силно повлияно от Йозеф Хора, Виктор Дик, Ян Забрана и Група 42, с перифразиране на Франтишек Халас, Ян Неруда, Лорънс Ферлингети, Жан Артур Рембо и др. В теоретичната си книга „Изпятата поезия“ (Zpívaná poezie) той посочва примери за негово влияние върху творчеството на други чешки фолк изпълнители като: Джим Черт, Яромир Нохавица, Карел Плихал и т.н.

## Дискография[3]
- Ballades de Prague LP/1969 Това е първата му плоча. Тя е издадена във Франция (Disques Vogue, Francie (CLVLX 291)
- Pravda o Marii LP/1970, преиздадена през 2012
- Písmenková láska/Zem voní dřevem Singl| SP/1976
- P.S. LP/1978 (една от най-известните му плочи)
- Drobné skladby mistrů, Extended play| EP Sampler 1988 – песента Oudolíčko
- Vybraná slova (Vladimír Merta)/1988
- Vladimír Merta 1 LP/1989
- Vladimír Merta 2 LP/1989
- Struny ve větru MC/1989, допълнено издание 2011
- Hodina vlka, LP/1990
- Chtít chytit vítr CD/1992
- Bití rublem CD/1992
- Svátky trpělivosti CD/1992
- Sefardské inspirace  CD/1996
- Nebuď nikdy sám CD/1997
- P.S. (hudební album Vladimíra Merty)|P.S. CD/1997
- Obrázky v kartách CD/1998
- Svátky trpělivosti CD/1999
- Mít míň je víc CD/1999
- Ametysty CD/2000
- Bývaly časy CD/2001
- Drobné lži CD/2003
- Filmy v hlavě CD/2004
- 50 miniatur]], CD/2007
- Jánošík, 2007
- Ve tmě mě zanechte…, 2008 (включва и песни на John Dowland)
- Ballades de Prague CD/2009
- LIVE / Malostranská beseda 1988 CD/2010 (разширена версия на албумите Merta 1 a Merta 2)
- Ponorná řeka (албум)|Ponorná řeka 2011
- Vladimír Merta a Jan Hrubý (hudebník)|Jan Hrubý: Včerejší vydání, 2011, 2x CD, CD 1 съдържа архивни записи от 1976, CD 2 записано през 2010
- Vladimír Merta a Dobrá úroda: Nikdo v zemi nikoho, CD
- Domilováno, 2013
- Kecy, 2014
- Imagena p, 2014
- Podkrovní pásky. Domácí nahrávky 1976, 2016, 5 CD
- Vladimír Merta a Dobrá úroda: Stará!, 2017, CD
- Bílá stížnost, 2018 (с участие та Emil Viklický)
- Pozítří, 2022
- Zpěvy zbožných, 2023, CD (с участието на Sára Mertová)[4]
- České sny. Nejisté jistoty 1, 2024, CD[5]
- Vzdálená blízká - Nejisté jistoty 2, 2024, LP, CD[6]
- Já a já - Nejisté jistoty 3, 2025, LP, CD[7]